# 東亞唱片 (製作)
東亞唱片（製作）（A Music），全名為東亞唱片製作有限公司，是香港本地大型唱片公司之一，於2004年7月28日由商人林建岳與黎明合作成立，其發行唱片以「A Music」作為其音樂品牌。
A Music和東亞唱片 (集團)一直被大眾混淆，以為他們有從屬關係，或者是同一間公司。事實上他們只是擁有一個共同東主（林建岳），A Music是林建岳與黎明合資的公司，主要管理都是由黎明及音樂人雷頌德共同負責，但兩間有合作關係。與同為黎明旗下的百仕活娛樂事業有限公司合作創辦音影視投資。分析認為黎明是個很成功的藝人，自身發展理想，在發掘新人方面做得不錯，但在歌手管理和傳媒關係方面相對失色，有媒體認為公司內部用人不當，人才流失，導致東亞唱片公司的發展載浮載沉。

## 歷史
林建岳是已故商人林百欣之次子，1987年畢業後返港，協助父親林百欣經營生意業務，多次以鉅額投資最終都出現虧損，幾乎令家族生意被毀，2000年後轉移投資娛樂事業，2004年年中把寰亞電影從豐德麗分拆在新加坡上市，同年創立唱片公司東亞唱片及A Music，邀請到多位天皇天后級歌手加盟。黎明於1986年新秀歌唱大賽獲得季軍後從事歌影視工作至今，被媒體稱作「四大天王」之一，1991年5月30日於香港註冊成立經理人公司百仕活娛樂事業有限公司，2004年與林建岳合資成立A Music，除幕前工作外，也參與幕後管理工作。

## 公司動向
- 2005年12月20日推出一張聖誕雜錦唱片，共有12首歌曲。歌手包括有黎明、應昌佑、杜汶澤、衛蘭（Janice）及其妹衛詩（Jill）。為了令歌迷認識衛詩，唱片封套以她的相片最大，亦為公司2006年力捧對象。此外，黎明更為杜汶澤的R＆B風格歌曲《開心到震》負責和音部份。

- 2006年12月，楊千嬅正式加盟。

- 2009年初，前商業電台主持張家豐加入成為總經理。

- 2009年，李治廷正式加盟[7]。

- 2010年，王灝兒（JW）正式加盟。

- 2010年6月，A Music香港發行商東亞唱片 (集團) 宣佈與華納唱片台灣及星馬分公司結盟，組成一個全東南亞的大型娛樂網絡。

- 2010年12月，A Music宣佈不會把旗下歌手之歌曲派往叱咤903，其原因為不滿意旗下藝人於叱咤903的播放率。

- 2011年6月28日 A Music研發的一種適用於智能手機系統的娛樂共享軟件Loop又名"樂"/"樂loop"

- 2011年10月，陳小春正式加盟。

- 2013年，成立製作公司 PLAYER ONE（页面存档备份，存于） ，主力舉辦外國歌手演唱會。

- 2015年，馬天佑正式加盟。

- 2016年，陳詠桐（JC）正式加盟。

- 2017年，宋波濤（Bobo）正式加盟。

- 2022年，推出男新人YUTA、女新人雅荍及組合女新人Lab。同年起，數位發行、實體唱片發行部份交由環球唱片發行[8]。

## 旗下藝人
| 男歌星     | 男歌星      | 男歌星 | 男歌星 |
| ---------- | ----------- | ------ | ------ |
| 黎 明      | YUTA        |        |        |
| 女歌星     |             |        |        |
| Sophia雅荍 | Apple凌雪怡 |        |        |
| 組合       |             |        |        |
| Lab        |             |        |        |

## 已約滿藝人
| 男歌星                                | 男歌星 | 男歌星                    | 男歌星                        |
| ------------------------------------- | ------ | ------------------------- | ----------------------------- |
| 杜汶澤 （香港社會運動後已移居到台灣） | 光 良  | 陳小春 （已轉到寰亞唱片） | 側 田                         |
| 鮑釋賢                                | 李治廷 | 馬天佑                    | 應昌佑                        |
| 宋波濤                                |        |                           |                               |
| 女歌星                                |        |                           |                               |
| 楊千嬅 （已轉到華納唱片）             | 衛 詩  | 貢 米                     | 文詠珊 （已加盟太陽娛樂文化） |
| 權寶英（Kwon Boyoung）                | 衛 蘭  | 王歌慧                    | JW王灝兒 （已轉到星夢娛樂）   |
| JC陳詠桐                              |        |                           |                               |

## 外部連結
- A Music（页面存档备份，存于）
- Paciwood AMusic（页面存档备份，存于） 的Facebook專頁
- 百仕活娛樂事業AMusic（页面存档备份，存于）的新浪微博
- 百仕活娛樂事業AMusic（页面存档备份，存于）  的instagram